# Jessica Ginkel
Jessica Ginkel (Berlino, 12 agosto 1980) è un'attrice tedesca.

## Biografia
Ha studiato Scienze della formazione primaria. Prima della sua carriera televisiva ha lavorato come hostess e come modella. È stata una delle protagoniste di Neustadter su RTL.
Dal 2010 al 2011 ha interpretato il ruolo di Lena Sander, la protagonista della soap opera tedesca Lena - Amore della mia vita, in onda in Italia su Rai 3.

## Filmografia
- Gute Zeiten, schlechte Zeiten - soap opera, (2006-2009)
- Lena - Amore della mia vita - soap opera, (2010-2011)
- Squadra Speciale Cobra 11 - serie TV, (2013)
- Der Lehrer - serie TV, 66 episodi (2013-2019)